# San Cosme (Corrientes)
San Cosme é um município da Argentina, localizada na província de Corrientes. É a capital do departamento de San Cosme.